# Lilla Diomedeön

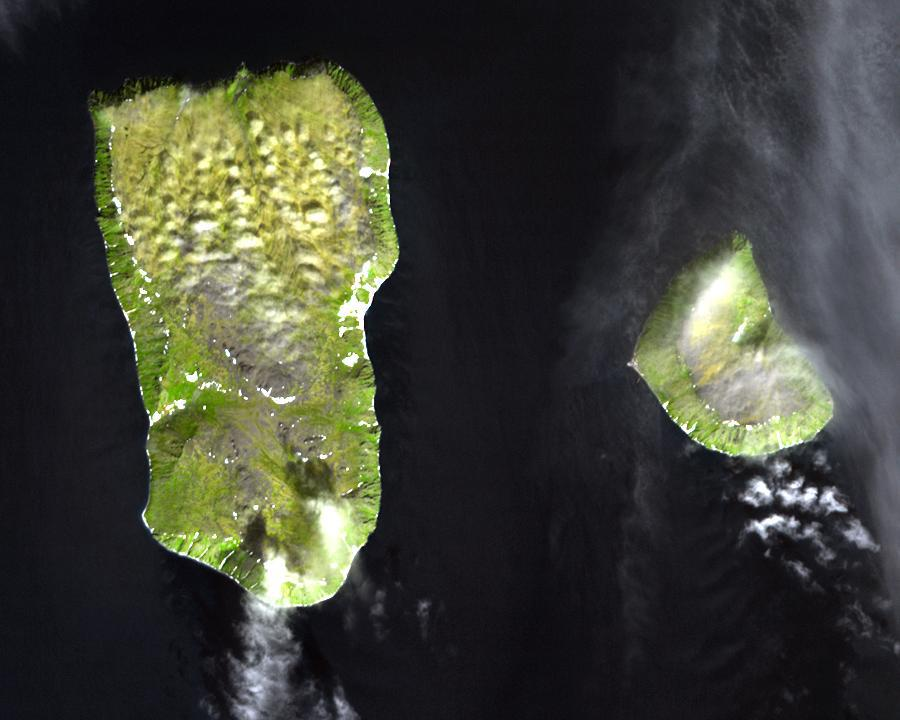
Satellitbild over öarna, Lilla Diomedeön till höger

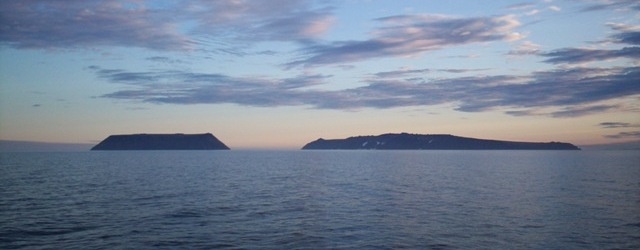
Lilla Diomedeön till vänster

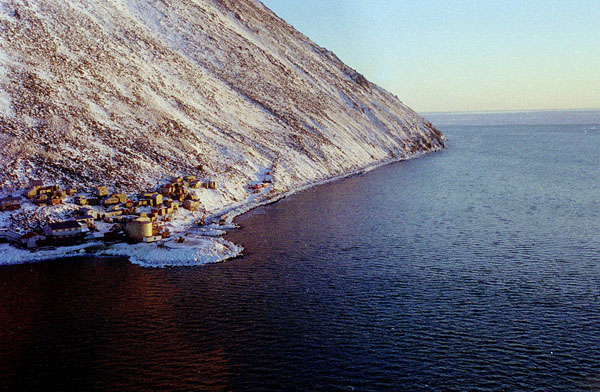
Diomede by

Lilla Diomedeön (engelska Little Diomede Island, inuit Inaliq, tidigare även Krusenstern Island) är en av de två Diomedeöarna i Norra ishavet och tillhör USA. Diomedeöarna ligger bara cirka fyra kilometer från varandra men ligger på varsin sida av den internationella datumlinjen vilket innebär att tidsskillnaden mellan Lilla Diomedeön och den ryska Stora Diomedeön uppgår till ett dygn, eller i praktiken 21 timmar på grund av lokala dragningar av tidszonerna.

## Geografi
Lilla Diomedeön ligger mitt i Berings sund ca 40 km nordöst om Kap Prince of Wales på Sewardhalvön i Alaska och utgör den östra delen i ögruppen.
Ön är av vulkaniskt ursprung och har en areal om ca 7,25 km².
Den internationella datumlinjen löper ca 1,5 km väster om ön.
Befolkningen uppgår till ca 150 invånare (U.S. Census Bureau 2000) av Ingalikmiutfolket som alla bor på öns enda bosättning Diomede Village på öns västra del. Byn är en traditionell inuitby.
Förvaltningsmässigt ingår ön i Nome Census Area i delstaten Alaska.

## Historia
Öarna har varit bebodda av inuiter sedan lång tid.
Ögruppen upptäcktes av den ryske upptäcktsresanden Semjon Dezjnjov 1648 men föll i glömska och återupptäcktes den 16 augusti 1728 av dansk-ryske Vitus Bering. Ögruppen döptes då till Diomedeöarna efter den ryske martyren Sankt Diomedes som firas detta datum.
1867 genomfördes köpet av Alaska mellan Ryssland och USA och man lät gränsen då gå mellan öarna.
Den 7 augusti 1987, mitt under det Kalla kriget, simmade amerikanskan Lynne Cox från Lilla Diomedeön till Stora Diomedeön som en fredsprotest.
1995 startade brittiske Michael Palin sin "Full Circle" (en rundresa i Stilla havet) från Lilla Diomedeön.